# Ada Ballin
Pour les articles homonymes, voir Ballin.
Ada Sarah Ballin, née le 4 mai 1862 à Bloomsbury et morte en 1906, est une femme de lettres britannique.

## Biographie
Ada Sarah Ballin, née le 4 mai 1862 à Bloomsbury (Londres), est la première des trois enfants d'Isaac Ballin (c. 1811-1897), un marchand, et de sa femme, Annie, née Moss. Elle fréquente l'University College de Londres et elle est l'une des femmes admises à leur premier cours. Elle est à l'UCL de 1878 à 1870 et obtient une bourse Hollier pour l'hébreu l'année suivante. Elle remporte d'autres prix et se forme sous la direction du professeur William Henry Corfield. Elle ne semble pas avoir terminé ses études.

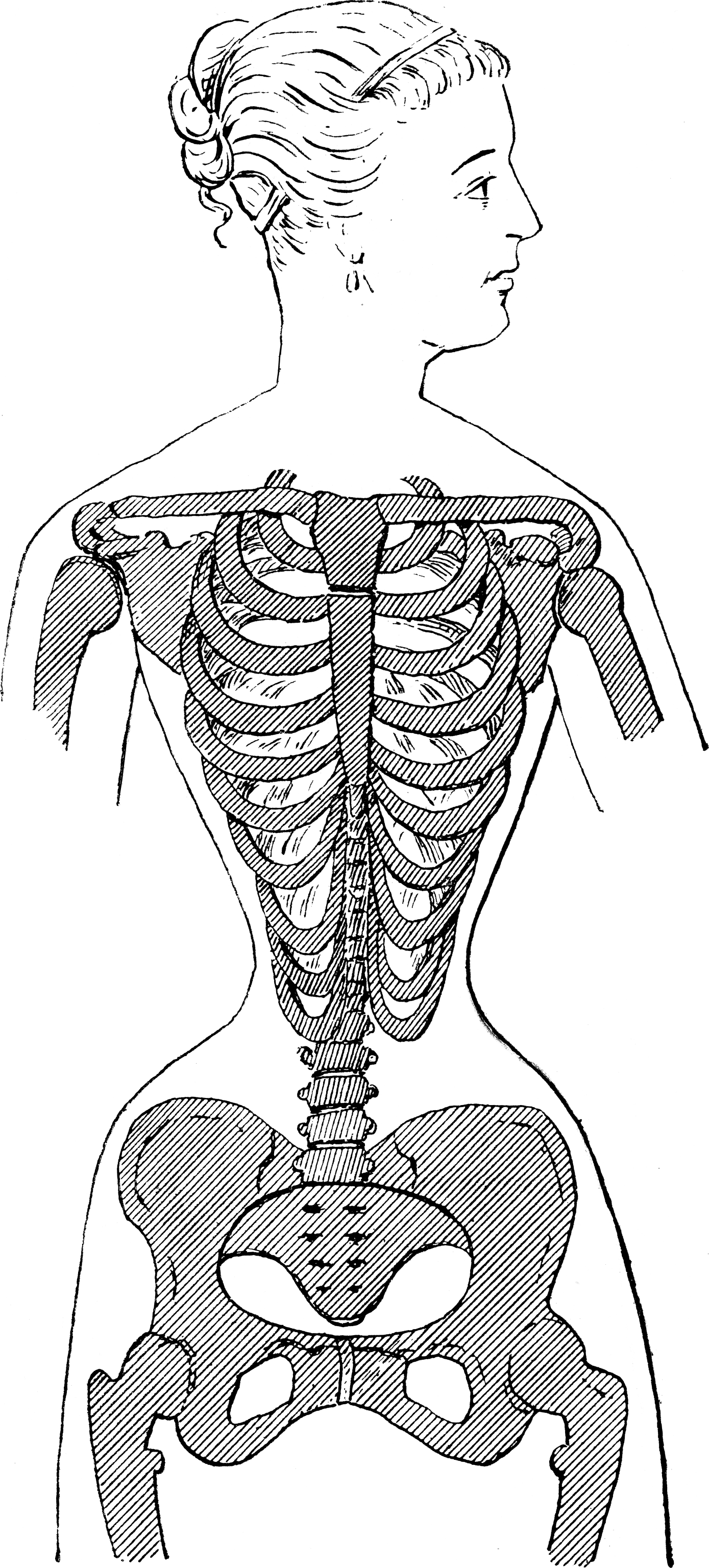
L'illustration du squelette déformé de sa Science of Dress.

Elle vit à Tavistock Square en 1881 avec son père à la retraite et son frère aîné et toujours étudiant à l'UCL. Elle publie Science of Dress en 1885 qui a donné une série de conseils aux femmes et à leurs enfants. Elle a continué son association avec l'UCL et elle assistait aux réunions de la UCL Society en 1886.
Ballin est la rédactrice en chef de la revue mensuelle illustrée Baby : the Mothers' Magazine en 1887 qui propose que les bébés soient habillés de laine avec les bras libres. Elle épouse Alfred Thompson en 1881. Elle lance et édite Womanhood en 1898 qu'elle a ciblé à la New Woman. La revue propose une tenue vestimentaire rationnelle comme l'avait fait son livre de 1885 qui avait mis en garde contre les dangers de la corseterie. Après un divorce, elle épouse Oscar George Daniel Berry en 1901 bien qu'elle ait menti sur son âge, probablement pour donner l'impression qu'il avait trois ans et non sept ans de moins qu'elle.
Ada Ballin meurt à Portman Square après être tombé d'une fenêtre. Le verdict du coroner est une mort accidentelle.

## Œuvres
- Hebrew grammar with exercises selected from the Bible (1881) (avec son frère)[3]
- The Science of Dress in Theory and Practice (1885)[3]
- (Translation of) The Mahdi, Past and Present (1885) de James Darmesteter
- Health and Beauty in Dress from Infancy to Old Age (1892)[3]
- Personal Hygiene (1894)[3]
- How to Feed Our Little Ones (1895)[3]
- The Kindergarten System Explained (1896)
- Bathing Exercise and Rest (1896)[3]
- Early Education (1897)[3]
- Children's Ailments (1898)[3]
- Nursery Cookery (1900)
- Cradle to School (1902)